# Festival Arirang
El Festival Arirang (en coreà: 아리랑 매스 게임) (en anglès: Arirang Mass Games) és un festival que té lloc durant els mesos d'agost i setembre, a l'Estadi Rungrad Primer de Maig de Pyongyang, la capital de Corea del Nord. Segons els diaris espanyols El Mundo i El País es tracta del "major espectacle de masses del món".

## Duració
El festival se celebra sis dies a la setmana durant dos mesos. Els gimnastes realitzen moviments sincronitzats i danses. Els estudiants es troben a les graderies de l'estadi, i formen mosaics gegants amb imatges de ciutats, eslògans, i dibuixos. Se celebren exhibicions d'arts marcials, desfilades militars i ballets.
El festival va fer el seu debut l'any 2002, i va ser realitzat cada any fins al 2005. No va ser celebrat el 2006, el festival s'ha dut a terme des del 2007 fins a l'any 2013. Els participants són escollits basant-se en les seves habilitats. L'estadi Rungrad Primer de Maig té un aforament de 150.000 persones, segons un article del diari basc El correo.
Sembla que l'any 2015 l'espectacle de masses no se celebrarà, segons ha confirmat l'agència oficial de turisme nord-coreana.

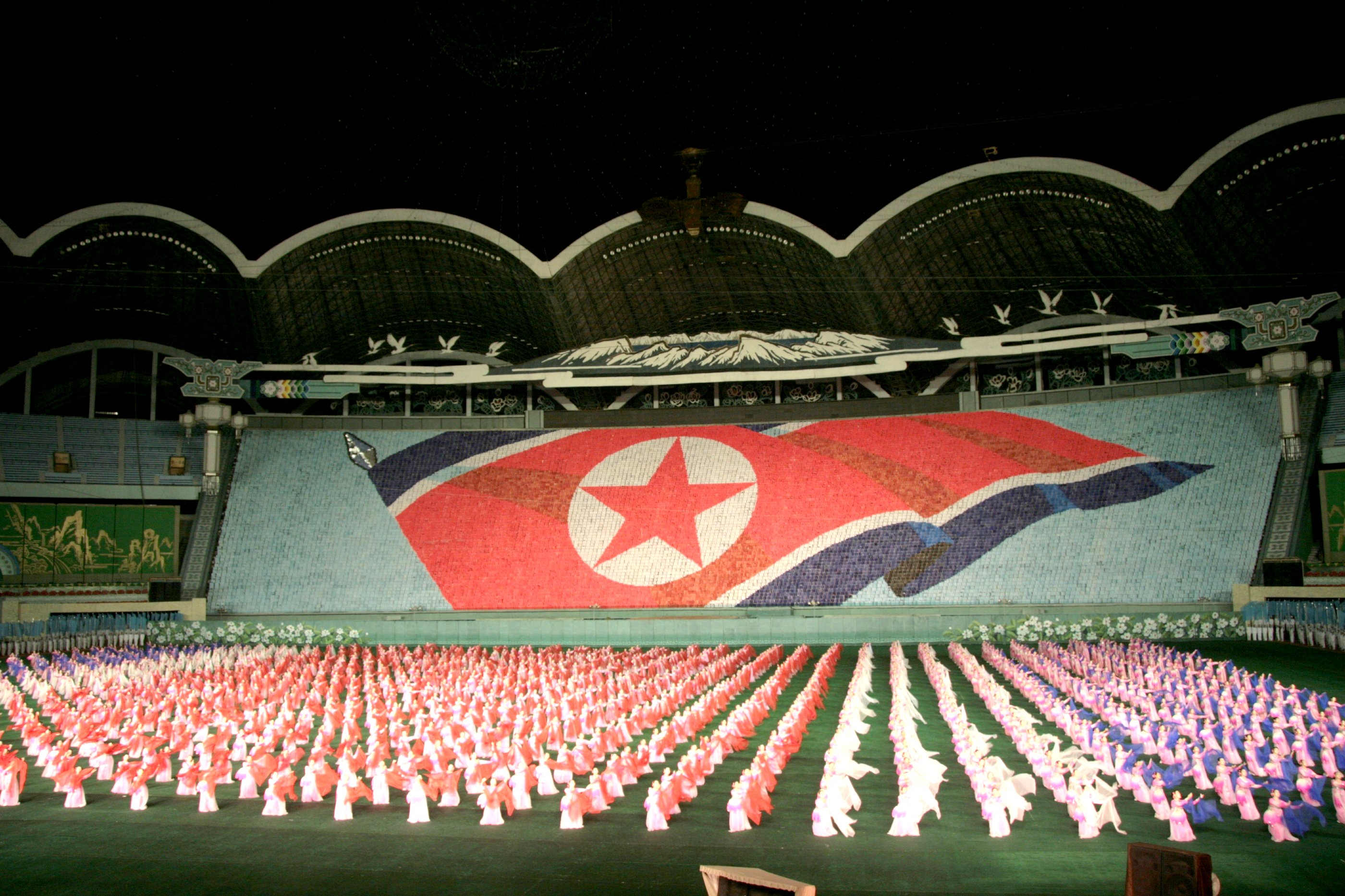
Una bandera de Corea del Nord als mosaics.
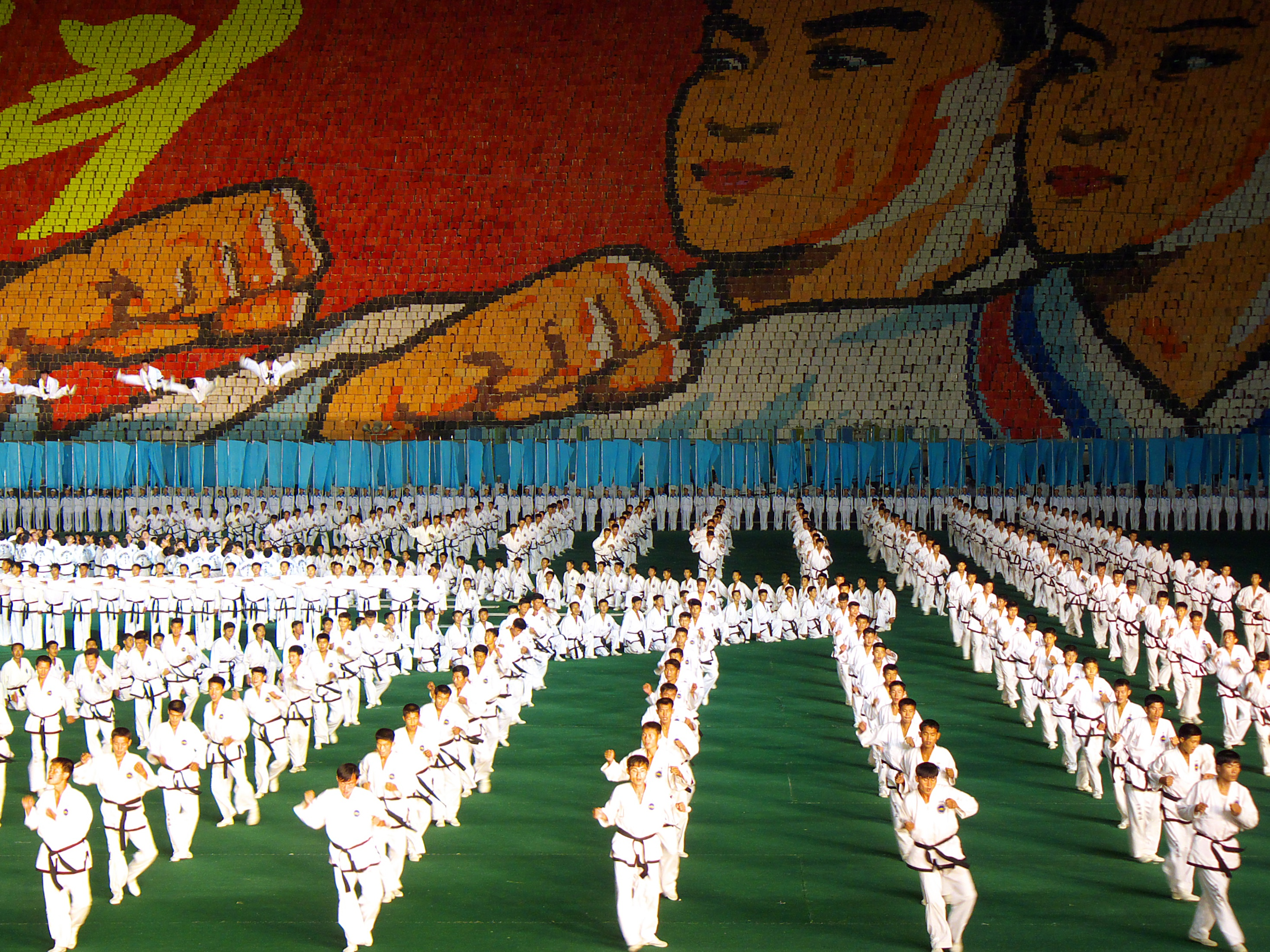
Exhibició d'arts marcials.
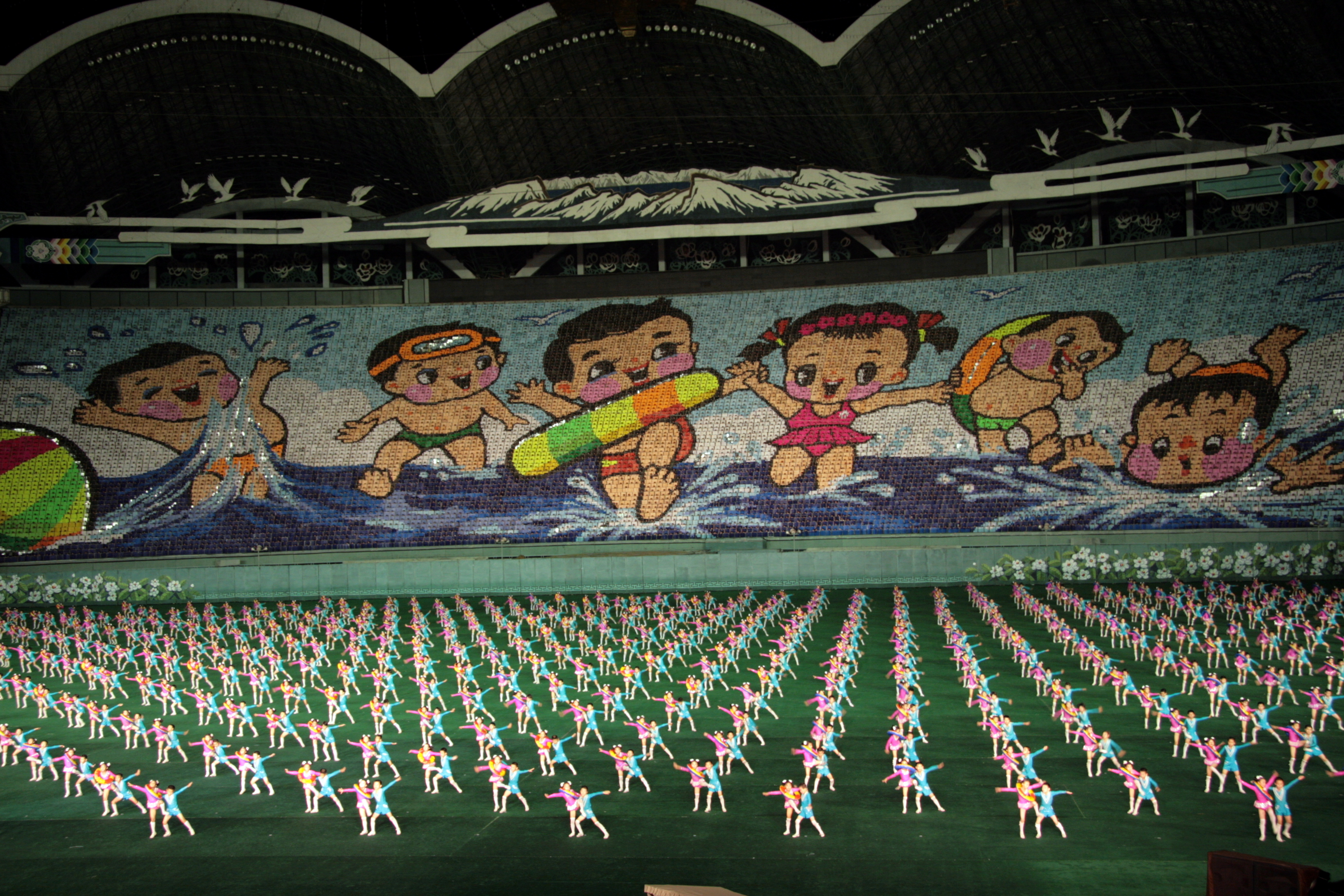
Centenars de nens realitzant balls mentre s'exhibeix un mosaic d'infants jugant.
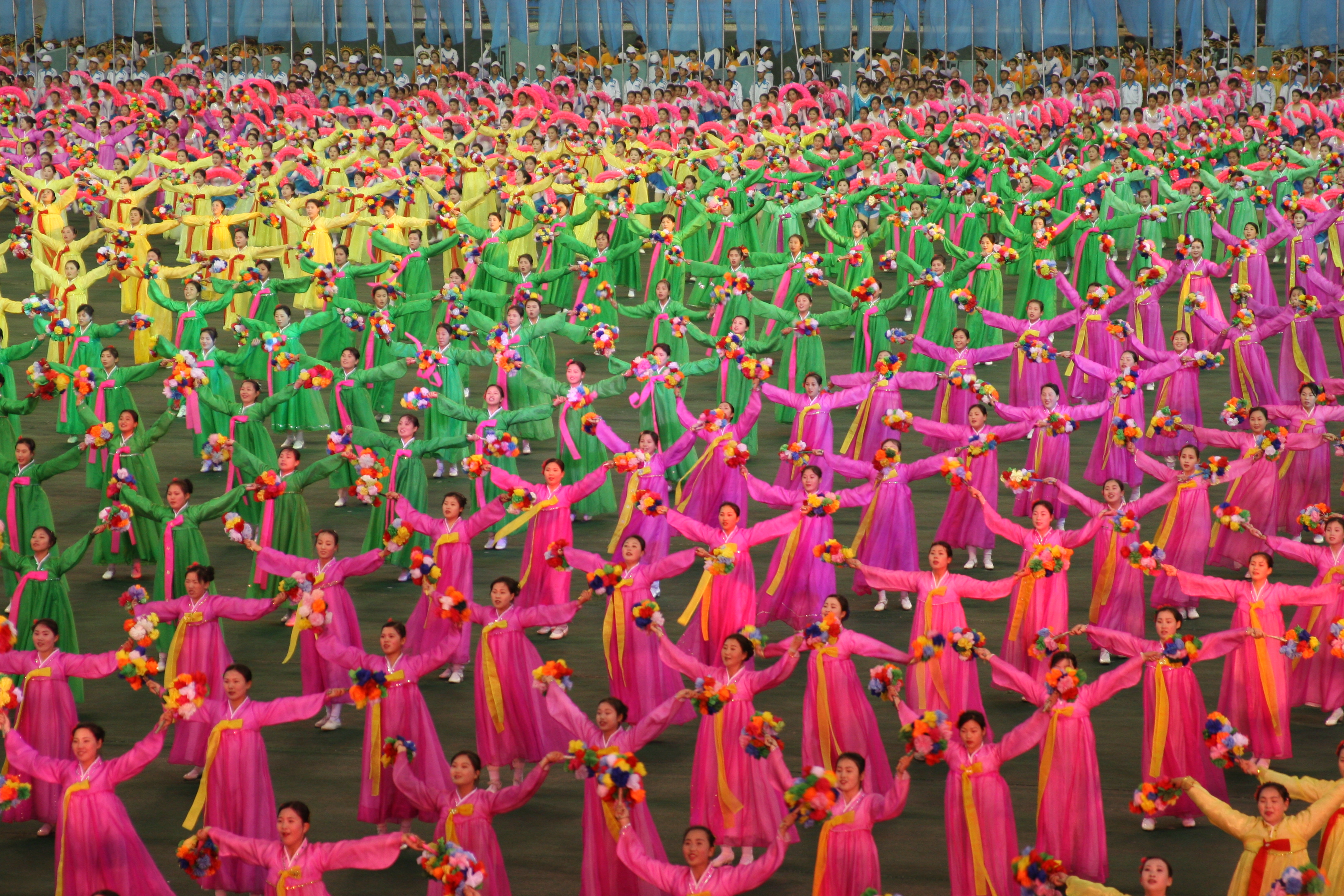
Centenars de dones vestides amb colors.
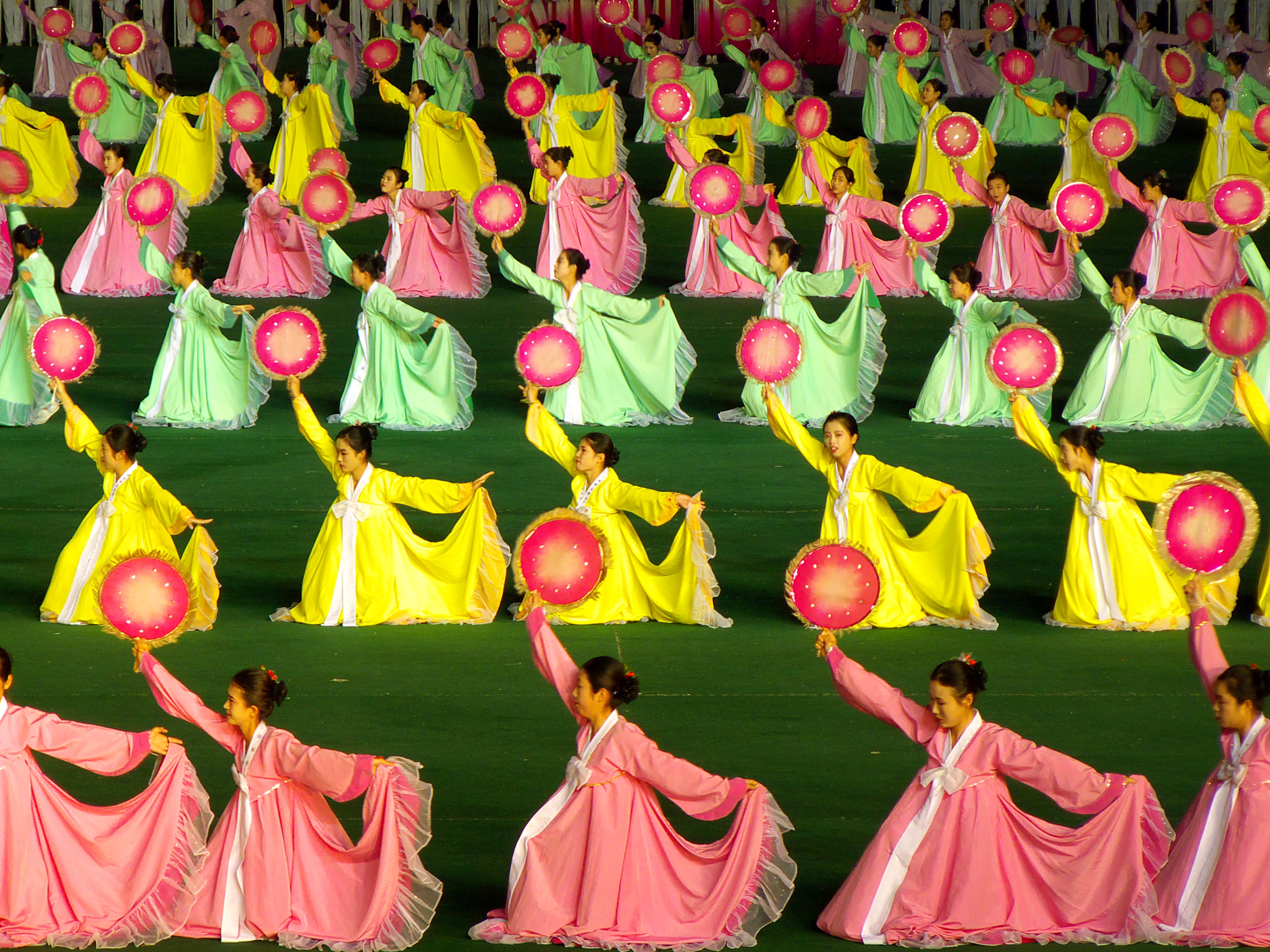
Dones realitzant danses.
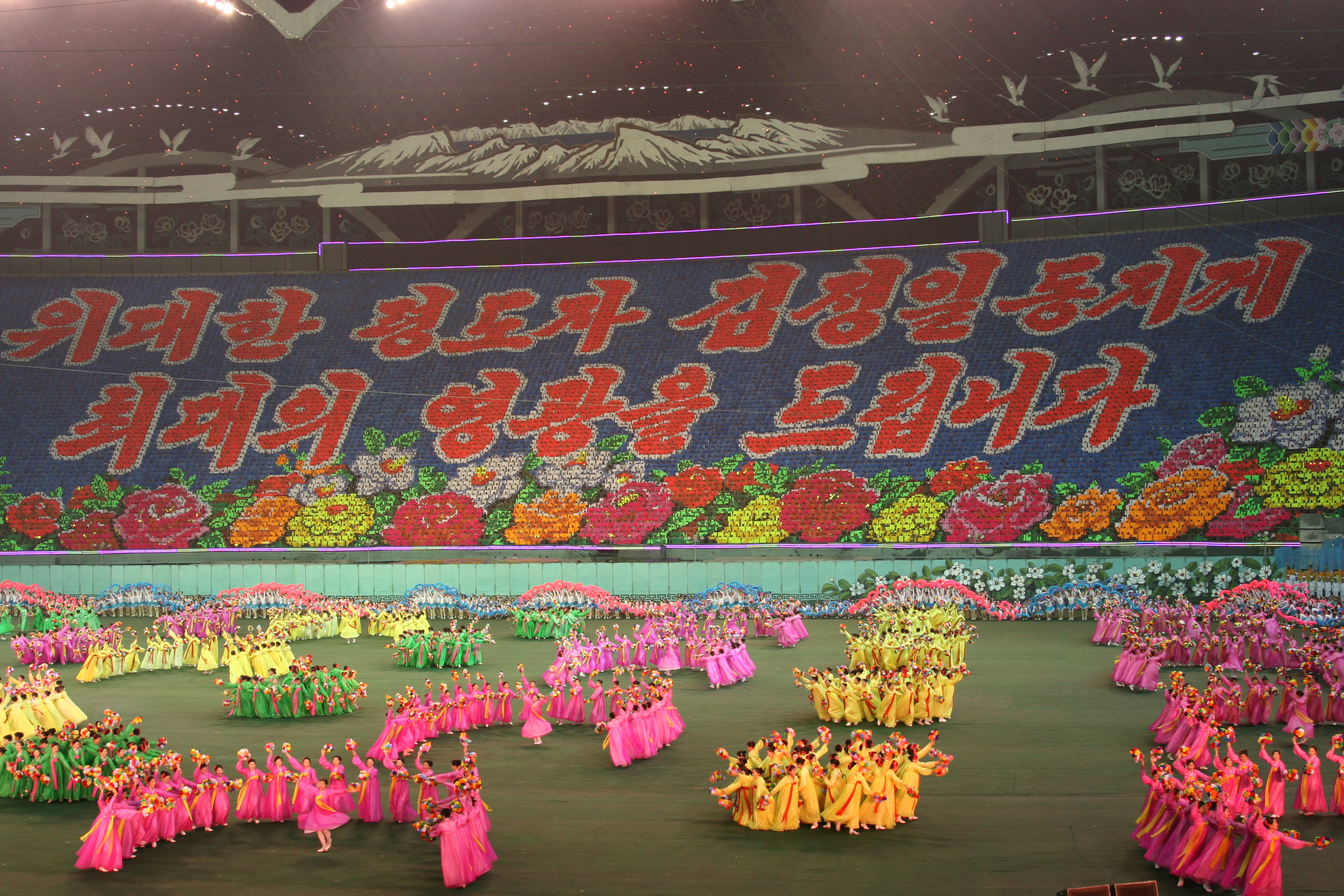
Els mosaics mostrant un eslògan.